# Shelley Moore Capito
Shelley Moore Capito, född 23 november 1953 i Glen Dale, West Virginia, är en amerikansk republikansk politiker. Hon är ledamot av USA:s senat sedan 2015. Hon representerade West Virginias andra distrikt i USA:s representanthus 2001–2015.
Capito avlade 1975 sin grundexamen i zoologi vid Duke University. Hon avlade sedan 1976 sin master i pedagogik vid University of Virginia.
Hon var ledamot av West Virginia House of Delegates, underhuset i delstatens lagstiftande församling, 1997-2001. I kongressvalet 2000 besegrade hon advokaten Jim Humphreys. Två år senare omvaldes hon lätt mot Humphreys och 2004 vann hon lätt mot nyhetsankaren Erik Wells. I kongressvalet 2006 fick hon 57% av rösterna mot 43% för tidigare ordföranden för demokraterna i West Virginia, Mike Callaghan.
Capito är gift med Charles L. Capito, Jr. Paret har tre barn, sönerna Charles och Moore samt dottern Shelley.
Capitos far Arch A. Moore var guvernör i West Virginia 1969-1977 och 1985-1989. Innan dess representerade han West Virginias första distrikt i USA:s representanthus 1957-1969.

## USA:s senat
Den 4 november 2014 vann Capito senatsvalet i West Virginia med 62 procent av omröstningen, mot demokraten Natalie Tennant som fick 35 procent av rösterna.
Hon är relativt moderat som stödjer aborträttigheter och har korsat sida på vissa röster.